# Prémio Vergílio Ferreira (Gouveia)
O Prémio Nacional de Literatura Vergílio Ferreira (Gouveia) foi instituído no final da época de noventa, pela Câmara Municipal de Gouveia, na terra natal de Vergílio Ferreira. Este prémio pretende distinguir anualmente todas as obras de autores portugueses, na área da poesia, ensaio e romance.
O prémio tem um valor pecuniário de 4.000 euros e a obra vencedora é editada pelo Município de Gouveia.
O Prémio Vergílio Ferreira distingue bienalmente, de forma alternada, um romance e um ensaio literário.
Foi instituído em 1997 pela Câmara Municipal de Gouveia, com o objetivo de homenagear o escritor Vergílio Ferreira, natural de Melo, naquele concelho, e de "incentivar a produção literária", contribuindo "para a defesa e enriquecimento da Língua Portuguesa".

## Autores distinguidos até à data
- 2000 - Margarida Marques, "Um Dia Depois do Outro".[1]
- 2001 - Ascêncio de Freitas com A Reconquista de Olivença
- 2005 - Carlos Vaz
- Margarida Marques
- Júlio Conrado
- Luís Rosa
- 2008 (romance), Emília Ferreira
- 2012 João Morgado
- 2014 - Jorge Costa Lopes[2]
- 2016 - Iolanda Martins Antunes
- 2018 - Maria do Rosário Cristóvão
- 2024 - António Garcia Barreto com Por Amor a Leonor